# Laonome kroeyeri
Laonome kroeyeri är en havsborstmask som beskrevs av Anders Johan Malmgren 1866. Enligt Catalogue of Life ingår Laonome kroeyeri i släktet Laonome, och familjen Sabellidae, men Dyntaxa placerar den i släktet Laonome och familjen Sabellariidae. 
Arten förekommer i Europeiska vatten och nordvästra Atlanten. Den förekommer i Sverige. Inga underarter finns listade.